# Tornado de Misiones de 2009
El tornado de Misiones fue un fenómeno meteorológico que se produjo en la noche del lunes 7 de septiembre de 2009 en la provincia argentina de Misiones, alcanzando la categoría F4 en la escala de Fujita. Así mismo la tormenta provocó daños en localidades fronterizas de Brasil.

## Consecuencias en Argentina
Afectó las localidades de Colonia Santa Rosa, San Pedro y una zona cercana a la frontera con Brasil. Ocurrió cerca de las 20 horas a unos kilómetros de la ciudad. Provocó once muertos, más de cien heridos y la pérdida de bienes materiales de los pobladores. 
Se produjeron ráfagas de viento fuerte en Colonia Santa Rosa, Tobuna y Pozo Azul. La primera fue la localidad más afectada. Se destruyeron casas, el suministro de energía eléctrica se interrumpió por las caídas de postes.

## Consecuencias en Brasil
Afectó al estado de Santa Catarina donde 15.000 hab. tuvieron que ser evacuados y otras cuatro se cuentan como víctimas fatales. La ciudad de Guaraciaba fue altamente destruida, de los diez mil habitantes que cuenta, nueve mil cien debieron abandonar sus hogares. Las localidades vecinas Santo Veloso y Santa Cecilia se vieron seriamente dañadas y fueron declaradas en emergencia.

## Causas
Se produjo a consecuencia del ingreso de un fuerte frío proveniente del Océano Pacífico, y que colisionó contra un frente cálido proveniente de Brasil. Argentina no posee la tecnología necesaria para detectar el fenómeno con anticipación, una red de radares interconectados, posee tres: en Ezeiza, en Pergamino y en Paraná, un número insuficiente para cubrir el área propensa de sufrir este tipo de temporales. De igual manera el Servicio Meteorológico Nacional no pudo tomar datos de la tormenta, sus estaciones se ubican en Posadas, Puerto Iguazú, Bernardo de Irigoyen y Oberá localidades ubicadas a más de cien kilómetros del epicentro.